# Jamno (Łowicz)
Pour les articles homonymes, voir Jamno.
Jamno (prononciation [ˈjamnɔ]) est un village de la gmina de Łowicz, du powiat de Łowicz, dans la voïvodie de Łódź, situé dans le centre de la Pologne.
Il se situe à environ 6 kilomètres au sud-ouest de Łowicz (siège de la gmina et du powiat) et 43 kilomètres au nord-est de Łódź (capitale de la voïvodie).
Sa population s'élevait à 175 habitants en 2006.

## Administration
De 1975 à 1998, le village était attaché administrativement à l'ancienne voïvodie de Skierniewice.

Depuis 1999, il fait partie de la nouvelle voïvodie de Łódź.